# Tula Buga
Tula Buga (em russo: Тула-Буга; romaniz.: Tula-Buga; em tártaro: Түлә-Буга; romaniz.: Tülä-Buga) foi um nobre mongol do século XIII, filho de Tartu. Em 1287, sucedeu Tuda Mangu como cã do Canato da Horda Azul. Reinou até 1291, quando foi sucedido por Tocta.